# Vườn quốc gia Kim Môn
Vườn quốc gia Kim Môn (tiếng Trung: 金門國家公園; bính âm: Jīnmén Guójiā Gōngyuán) là một vườn quốc gia nằm trên hai hòn đảo Đại Kim Môn và Tiểu Kim Môn, thuộc đơn vị hành chính huyện Kim Môn, Đài Loan. Được thành lập vào ngày 18 tháng 10 năm 1995, đây là vườn quốc gia đầu tiên bảo vệ các giá trị về lịch sử văn hóa tại Đài Loan, cùng với hệ sinh thái tại các đảo nhỏ.

## Vị trí địa lý
Vườn quốc gia này nằm ở phía tây Eo biển Đài Loan, được chia thành 5 khu vực, với tổng diện tích là 3.720,7 ha, tức là một phần tư của huyện.。
- Dãy núi Thái Vũ ở trung tâm của Kim Môn
- Khu vực phía tây bắc Cổ Ninh Đầu, nơi diễn ra Chiến dịch Cổ Ninh Đầu
- Phía tây nam Cổ Cương
- Mã Sơn, là nơi có Đài thiên văn Mã Sơn nổi tiếng.
- Liệt Tự, Kim Môn, thường được biết đến là Tiểu Kim Môn.

## Địa chất và khí hậu
Đảo Kim Môn có địa chất đơn giản, có thể được chia thành hai phần. Trong khi nửa phía đông lượng lớn đáng kể đá gơnai granit, còn nửa phía tây là đất đỏ. Về phía đông bắc của đảo và đông nam của Liệt Tự là những vách đá và bờ biển hình gợn sóng được hình thành bởi sự xói mòn của nước.
Kim Môn có khí hậu cận nhiệt đới được bao bọc bởi những dãy núi thấp nên gió mạnh, nhiệt độ trung bình khoảng 20,8 độ C. Nó có mùa đông lạnh, mùa xuân có sương mù, lượng mưa hàng năm khoảng 1000mm, tập trung từ tháng 4-9. Tuy nhiên, lượng bốc hơi tại đây lên tới 1680 mm nên xuất hiện bán đảo khô cằn, đất trống với cát và mùn, đặc trưng bởi màu đỏ không có khả năng canh tác. Chính vì vậy, các loài thực vật trên đảo chủ yếu là loài chịu hạn tốt.

## Tự nhiên
Kim Môn là hệ sinh thái của các đảo nhỏ. Do sự phát triển sớm ở Kim Môn và các cuộc chiến tranh, tài nguyên tự nhiên ở đây vẫn bảo vệ các loài động vật quý hiếm như Rái cá, các loài chim di trú và là nơi có các hóa thạch sống của Sam quý hiếm.